# 山寺，韓國的山中寺院
山寺，韓國的山中寺院（韓語：산사, 한국의 산지승원），或稱山寺，韓國佛教名山寺廟，包含七座韓國山中佛教寺院——仙巖寺、法住寺、麻谷寺、通度寺、鳳停寺、浮石寺、大興寺，於2018年獲聯合國教科文組織列入世界遺產，為韓國第13個世界遺產。這7座寺院興建於西元7－9世紀，當時建立的寺院可分為平地寺院與山中寺院。朝鮮王朝（西元1392－1897年）成宗時期因大力崇儒抑佛，将城内和平地的寺院拆除，只保留山区要塞或者陵墓的寺院。目前七座山中寺院得到較完整的保存，分別分布於慶尚道、忠清道、全羅道等地。

## 簡介
第42屆世界遺產委員會會議在2018年6月至7月，於巴林首都麥納瑪召開，由韓國申報的項目「山寺，韓國的山中寺院」經大會通過，成為韓國第13個世界遺產。
「山寺，韓國的山中寺院」包含七座於西元7－9世紀，由朝鮮三國時代至統一新羅時期興建的山中佛教寺院：仙巖寺、法住寺、麻谷寺、通度寺、鳳停寺、浮石寺、大興寺。當時建立的寺院可分為平地寺院與山中寺院，朝鮮王朝之後，平地寺院多半已逐漸荒廢，但這七座寺院得到較完整的保存。且這幾座寺院自創建以來，作為佛教信仰的傳承，持續延續修行之相關活動，因此的到世界遺產委員會認定符合「具備突出的普遍性價值」的登錄條件。

### 通度寺
通度寺（韓語：통도사）位於慶尚南道梁山市，始建於新羅善德女王十五年（西元646年），為韓國三大名寺之一（另兩個為海印寺與松廣寺），為慈藏律師所創建。通度寺以供奉佛陀的真身舍利聞名，又被稱為佛寶寺院。通度寺數次遭受戰火毀壞，目前建築共有65棟、580個房間，其中「大光明殿」重建於高麗時代末期，其餘建築為朝鮮宣祖（西元1567－1608年）與朝鮮仁祖（西元1623－1649年）時期所重建。通度寺有韓國國寶第290號「大雄殿和金剛戒壇」以及其他一百多件受保護的文物。

### 浮石寺

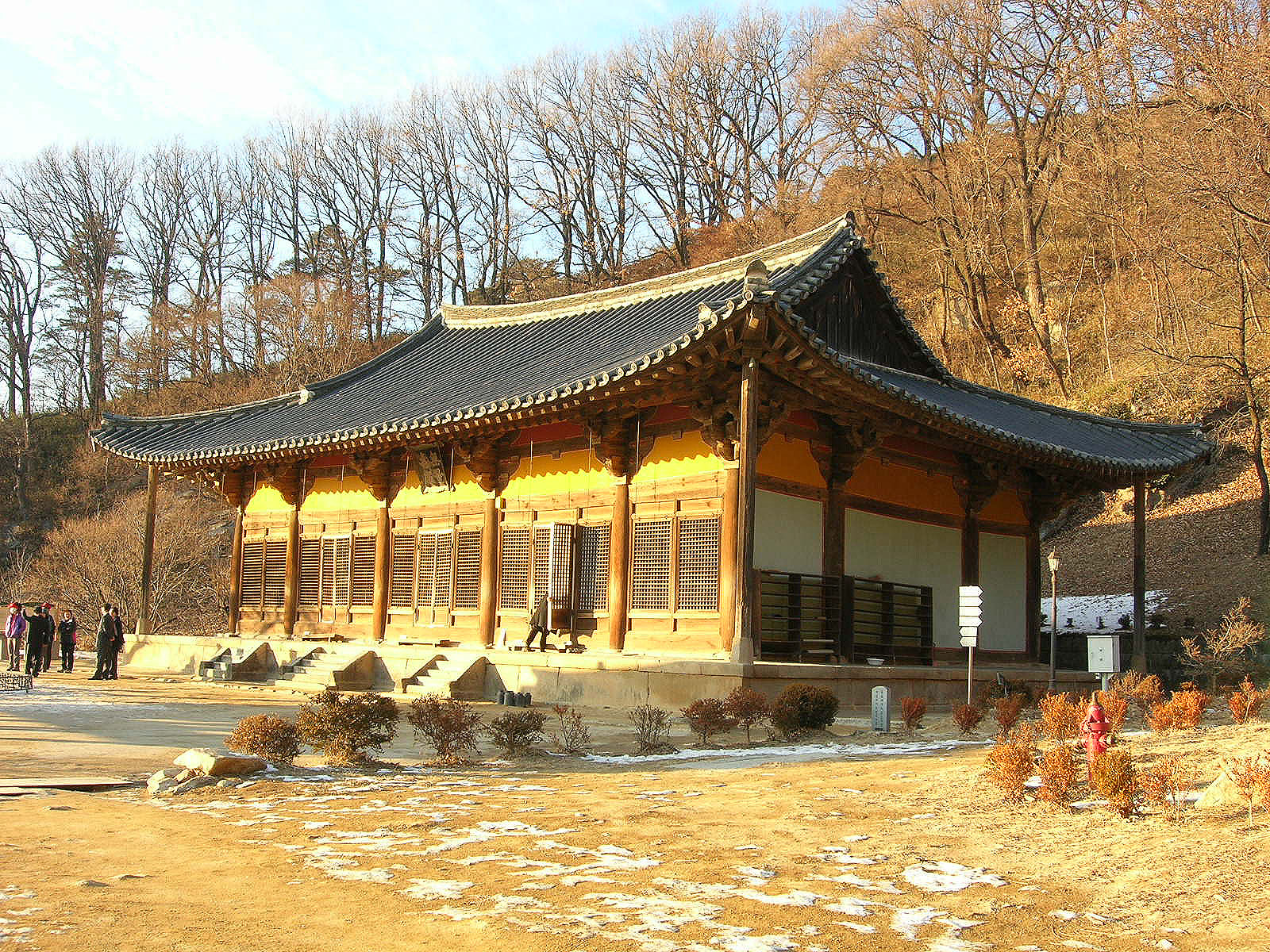
（韓國國寶第18號）

浮石寺（韓語：부석사）位於慶尚北道榮州市，始建於新羅文武王十六年（西元676年），為海東華嚴宗的宗祖義湘大師所創建。浮石寺有五項韓國國寶，包括無量壽殿（韓國國寶第18號）、石燈（韓國國寶第17號）、祖師堂（韓國國寶第19號）、塑造如來坐像（韓國國寶第45號）、祖師堂壁畫（韓國國寶第46號）。
無量壽殿始建於文武王年間（西元661－681年），目前的建築為高麗禑王二年（西元1376年）所重建，於朝鮮日治時期大正五年（西元1916年）整建與修復，無量壽殿為韓國歷史最悠久的木造建築之一。
石燈位於無量壽殿前方，為統一新羅時期的遺跡，以其典雅的造型為聞名。祖師堂於高麗禑王三年（西元1377年）興建，朝鮮成宗（西元1469－1494年）年間整修。塑造如來坐像高2.78公尺，為高麗時代早期作品，約有一千年歷史，以泥塑與木材構成，在塗上金漆。祖師堂壁畫共有六幅，尺寸均為205公分乘以75公分，描繪四天王、帝釋天等，壁畫創作於高麗禑王三年（西元1377年）。

### 鳳停寺
鳳停寺（韓語：봉정사）位於慶尚北道安東市，最初由義湘的弟子能人於新羅文武王十二年（西元672年）所創建。鳳停寺有兩項韓國國寶：極樂殿（韓國國寶第15號）、大雄殿（韓國國寶第311號）。1972年進行極樂殿修復時，在屋頂的「上樑文」（상량문）中發現曾於高麗恭愍王十二年（1363年）大修的記載，因此極樂殿被認定為韓國現存最古老的木造建築。

### 法住寺

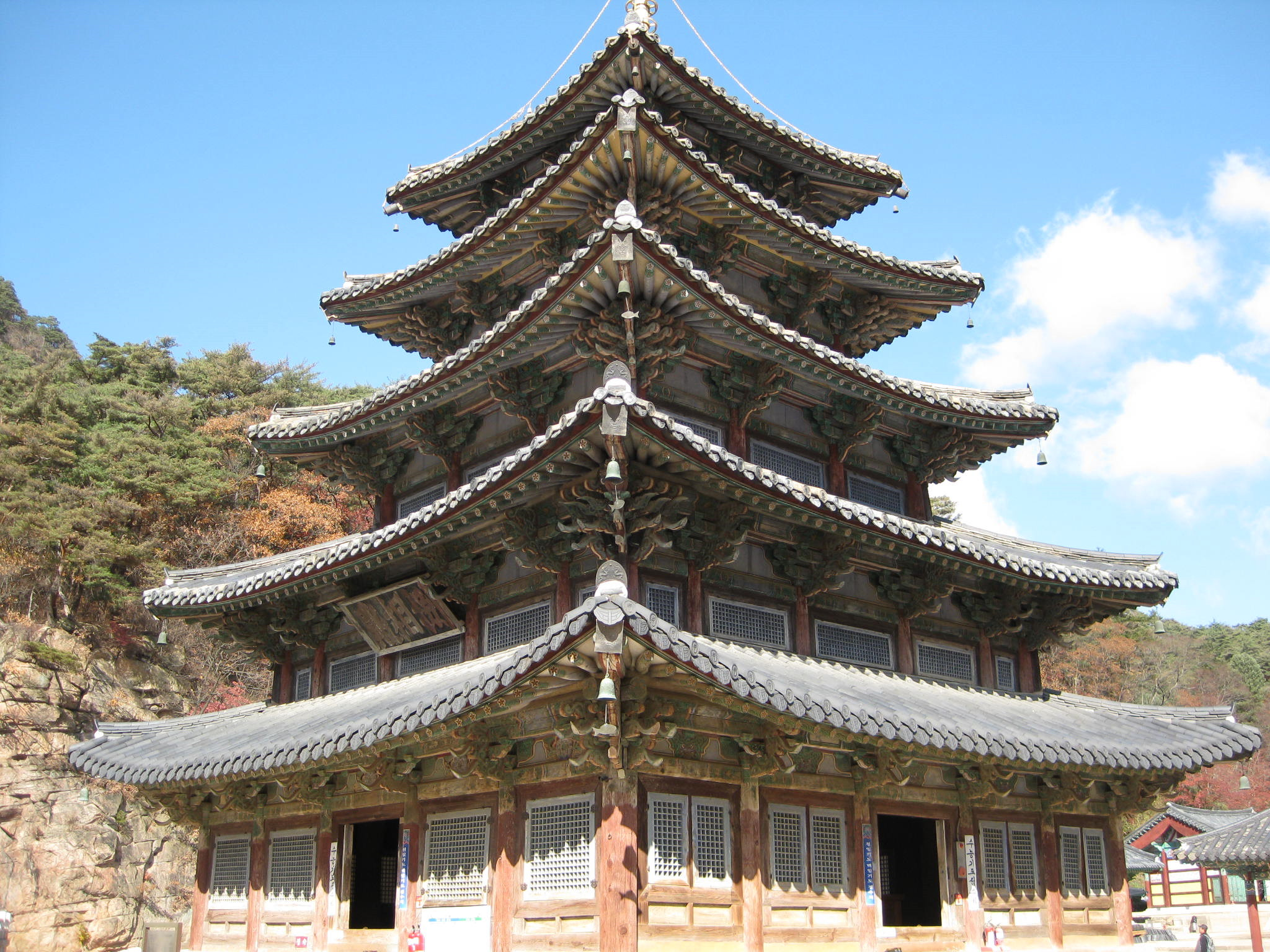
（韓國國寶第55號）

法住寺（韓語：법주사）位於忠清北道報恩郡俗離山，始建於新羅真興王十四年（西元553年），世界遺產委員會的調查則認為是8世紀的眞表及其弟子永深創建。法住寺內有三項韓國國寶，包括第55號國寶「捌相殿」、第5號國寶「雙獅子石燈」，以及第64號國寶「石蓮池」。
捌相殿為唯一現存可瞭解新羅時期五層木塔造型之建築。捌相殿歷經戰火數次毀壞，最近一次重建於朝鲜仁祖四年（西元1626年），在1968年經過整理與修復後成為目前所見的樣子。內部有描繪釋迦牟尼佛生活的「八相圖」（팔상도）。報恩法住寺雙獅子石燈推測建於統一新羅聖德王十九年（西元720年），當時一般石燈的柱子以八角形居多，以兩隻後腳站立、前腳托住燈的造型作為柱子是個創新。石蓮池推測亦建於統一新羅聖德王十九年（西元720年），為一石造之蓮花池。
除了上述三項韓國國寶之外，尚有多項次一級的大韓民國寶物，如四天王石燈（大韓民國寶物第15號）、磨崖如來倚坐像（大韓民國寶物第216號）等。現今法住寺最引人注目的地標為1990年建成的「金銅彌勒大佛」，高達33公尺。

### 麻谷寺
麻谷寺（韓語：마곡사）位於忠清南道公州市，始建於新羅善德女王九年（西元640年），高麗明宗二年（西元1172年）重修，之後陸續進行修補與重建。麻谷寺現存建築中歷史最久為靈山殿、大雄寶殿、大光寶殿三棟建築，於朝鮮孝宗二年（西元1651年）重建。麻谷寺有18件受保護的文物。麻谷寺最著名為大韓民國國父金九曾在麻谷寺削髮為僧以避禍，現仍留下金九種植的檀香樹。

### 仙巖寺
仙巖寺（韓語：선암사）位於全羅南道順天市，創建於百濟聖王七年（西元529年）。仙巖寺位於曹溪山山麓東側，山麓西側則有韓國三大名寺之一的松廣寺。仙巖寺的建築歷經戰亂與火災毀壞，目前的建築為16至19世紀間陸續重建。仙巖寺內擁有包括三層石塔（大韓民國寶物第395號）與昇仙橋（大韓民國寶物第400號）在內的30餘件受保護的文物。

### 大興寺
大興寺（韓語：대흥사）位於全羅南道海南郡，具體創建時期已不可考，一說創建於9世紀後半。大興寺內可見西山大師畫像與遺物，以及「北彌勒庵 磨崖如來坐像」（韓國國寶第308號）、「塔山寺銘 銅鍾」（大韓民國寶物第88號）等文物。

## 世界遺產登錄
韓国的山寺在2013年12月12日登錄為世界遺產暫定名單，一開始的名稱是「韓国傳統山岳佛寺群」（英語：Traditional Buddhist Mountain Temples of Korea），2017年1月26日改為現名。
在遠離人群的山中建立寺院，在漢傳佛教並不稀奇，中華人民共和國的世界文化遺產五台山就是顯例。2018年，世界遺産委員会的諮詢機構國際文化紀念物與歷史場所委員會（ICOMOS）赴韓國考察後，承認韓國佛寺有一定特色，和與道教合流的五台山及神佛習合的日本寺院相比，韓國佛教與其他宗教合流的程度較小，和印度的阿旃陀石窟、緬甸的蒲甘相比，也「具有突出、普遍价值」。但委員會認為，韓國所推薦的七個寺院中，四個寺院（通度寺、浮石寺、法住寺、大興寺）價值較高，另外三個（鳳停寺、麻谷寺、仙巖寺）重要性不明顯，建議只登錄前四個寺院。後經韓國外交部和韓國文化財廳與世界遺產委員會交涉，得以在同年第42屆世界遺產委員會會議上通過七個寺院全數登錄為世界文化遺產，成為韓國第13個世界遺產。

### 登錄基準
该世界遗产被认为满足世界遺產登錄基準中的以下基準而予以登錄：
- （iii）呈现有关现存或者已经消失的文化传统、文明的独特或稀有之证据。[1]

### 世界遺產內容列表
| 编号     | 名稱                             | 图片 | 地點            | 面積      | 緩衝地帶   | 簡介 |
| -------- | -------------------------------- | ---- | --------------- | --------- | ---------- | --- |
| 1562-001 | 通度寺 통도사 Tongdosa Temple    |      | 慶尚南道 梁山市 | 7.87公顷  | 84.14公顷  | 通度寺新羅善德女王15年（西元646年）由慈藏創建。現存建築為17世紀所建，和海印寺、松廣寺並稱為韓國三寶寺。                                                                                |
| 1562-002 | 浮石寺 부석사 Buseoksa Temple    |      | 慶尚北道 榮州市 | 7.08公顷  | 47.09公顷  | 相傳浮石寺新羅文武王16年（西元676年）由義湘創建。13世紀建築的無量寿殿是韓国最古的木造建築之一。                                                                                        |
| 1562-003 | 鳳停寺 봉정사 Bongjeongsa Temple |      | 慶尚北道 安東市 | 5.30公顷  | 75.05公顷  | 鳳停寺新羅文武王12年（西元672年）由義湘的弟子能人創建。極樂殿保存了統一新羅時代的建築風格，是韓国最古的木造建築之一。                                                                  |
| 1562-004 | 法住寺 법주사 Beopjusa Temple    |      | 忠清北道 報恩郡 | 11.22公顷 | 190.03公顷 | 相傳法住寺創建於新羅真興王14年（西元553年）。世界遺產委員會的調查則認為是8世紀的眞表及其弟子永深創建。法住寺在壬辰倭亂中被毀，現存建築為17世紀所建。寺中的捌湘殿有韓国唯一的五層木塔。 |
| 1562-005 | 麻谷寺 마곡사 Magoksa Temple     |      | 忠清南道 公州市 | 3.91公顷  | 62.66公顷  | 相傳麻谷寺於新羅善德女王9年（西元640年）由慈藏創建，世界遺產委員會的調查則認為是9世紀後半創建。麻谷寺在壬辰倭亂中被毀，現存建築為18世紀所建。                                          |
| 1562-006 | 仙巖寺 선암사 Seonamsa Temple    |      | 全羅南道 順天市 | 9.67公顷  | 246.16公顷 | 仙巖寺創建創建於百濟聖王7年（西元529年），世界遺產委員會的調查則認為是9世紀後半。仙巖寺在壬辰倭亂中被毀，現存建築為19世紀所建。                                                        |
| 1562-007 | 大興寺 대흥사 Daeheungsa Temple  |      | 全羅南道 海南郡 | 10.38公顷 | 617.98公顷 | 具體創建時期已不可考，一說創建於9世紀後半，現存建築為19世紀所建。 |

## 圖集

### 建築

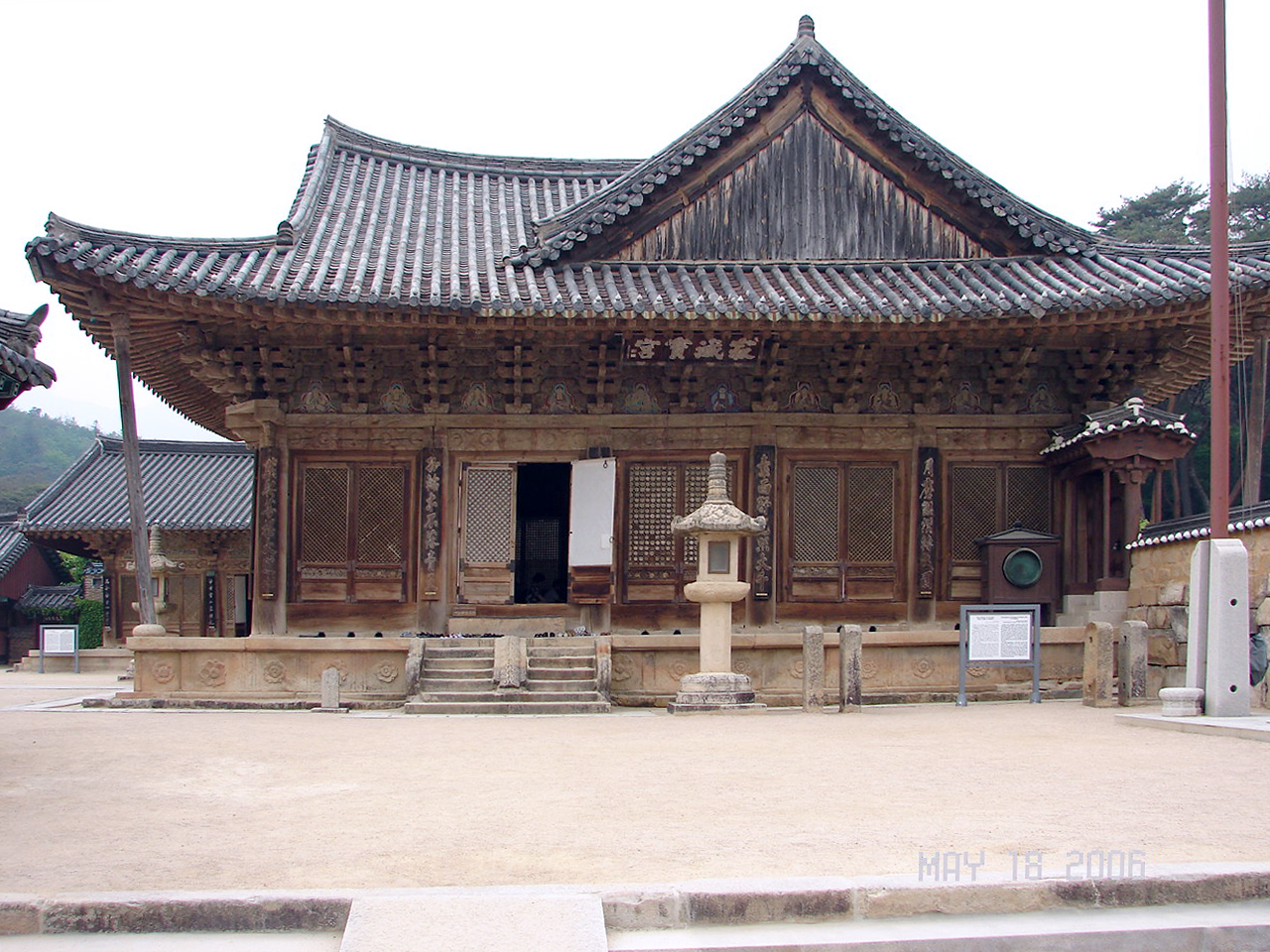
通度寺 大雄殿（韓國國寶第290號）
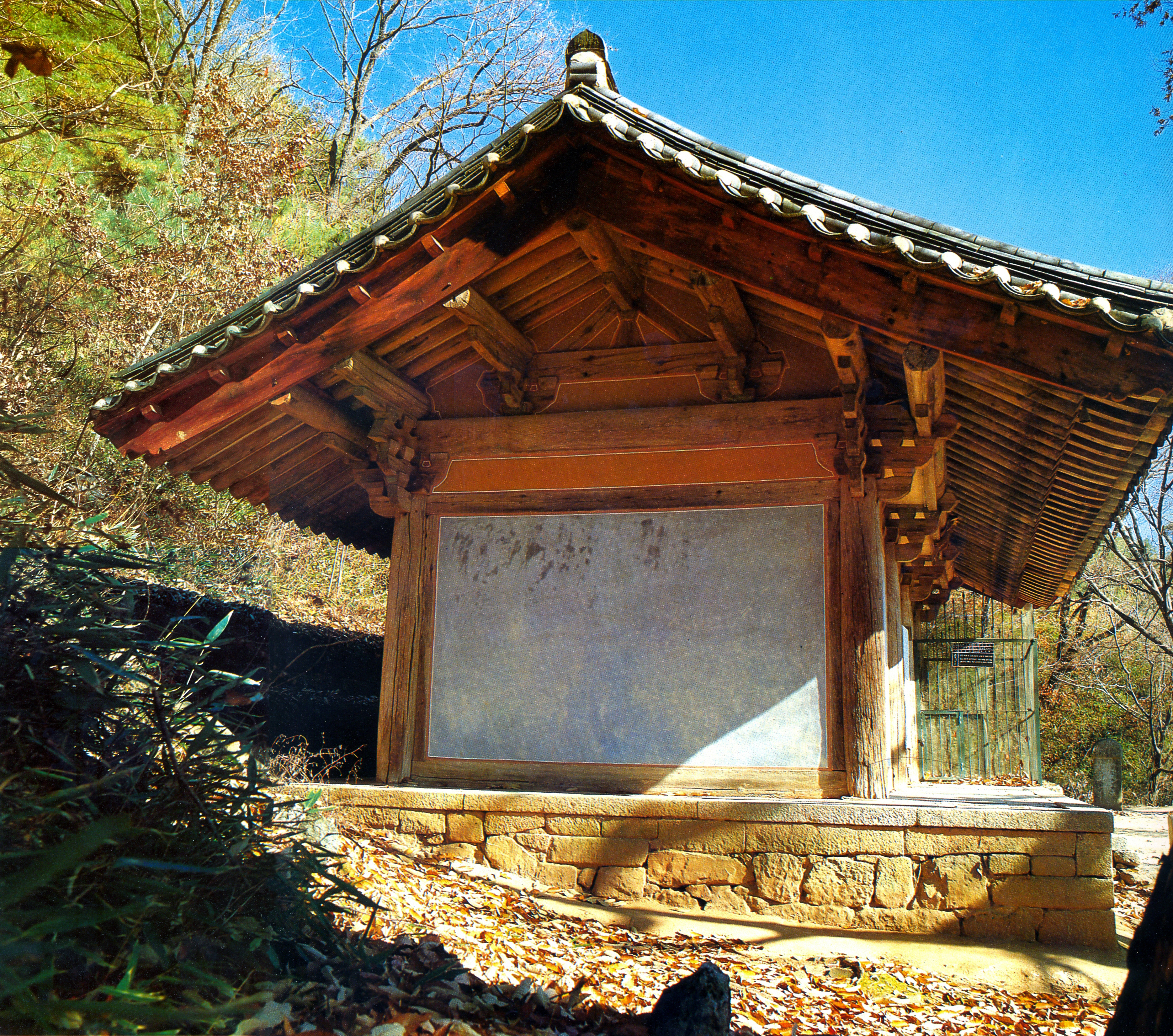
浮石寺 祖師堂（韓國國寶第19號）
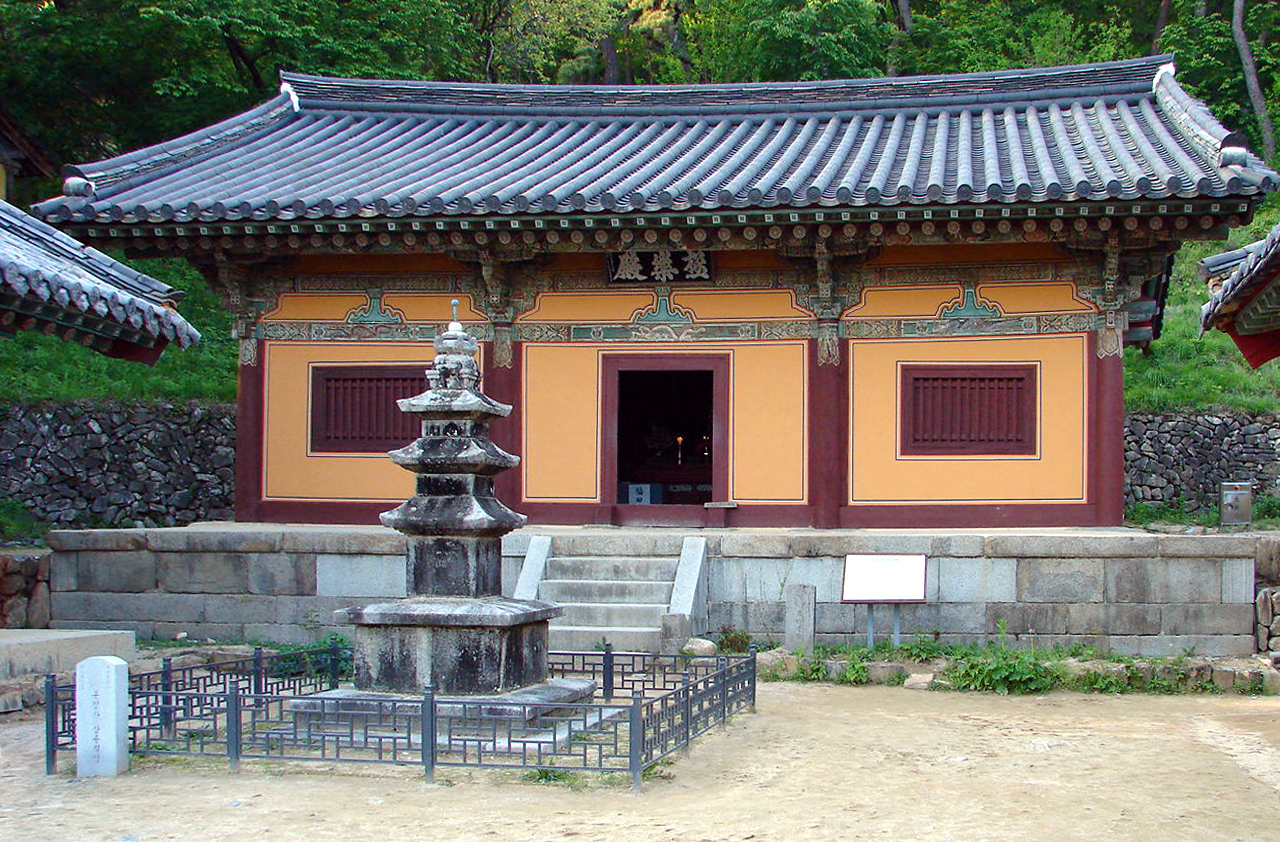
鳳停寺 極樂殿（韓國國寶第15號）
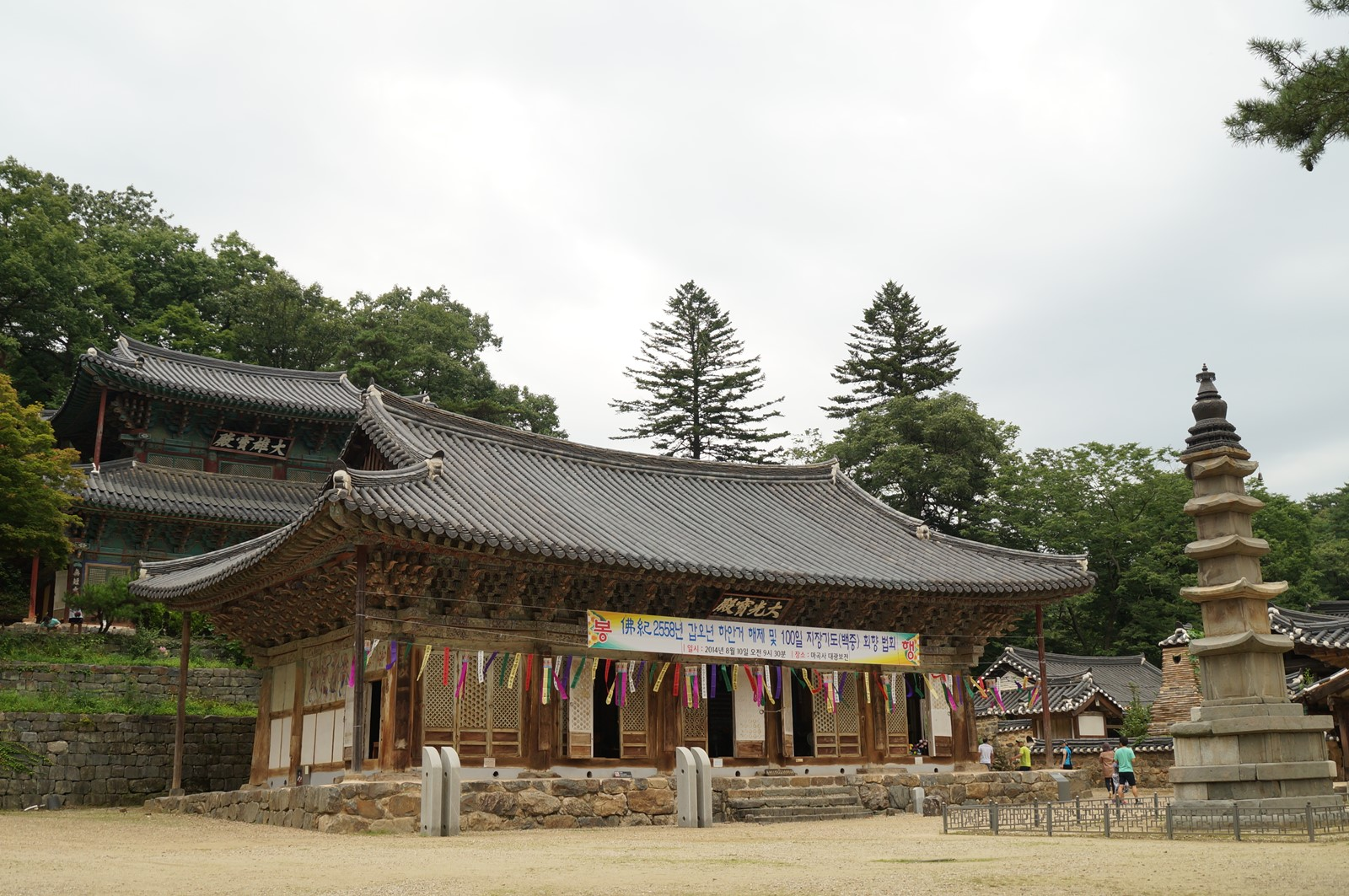
麻谷寺
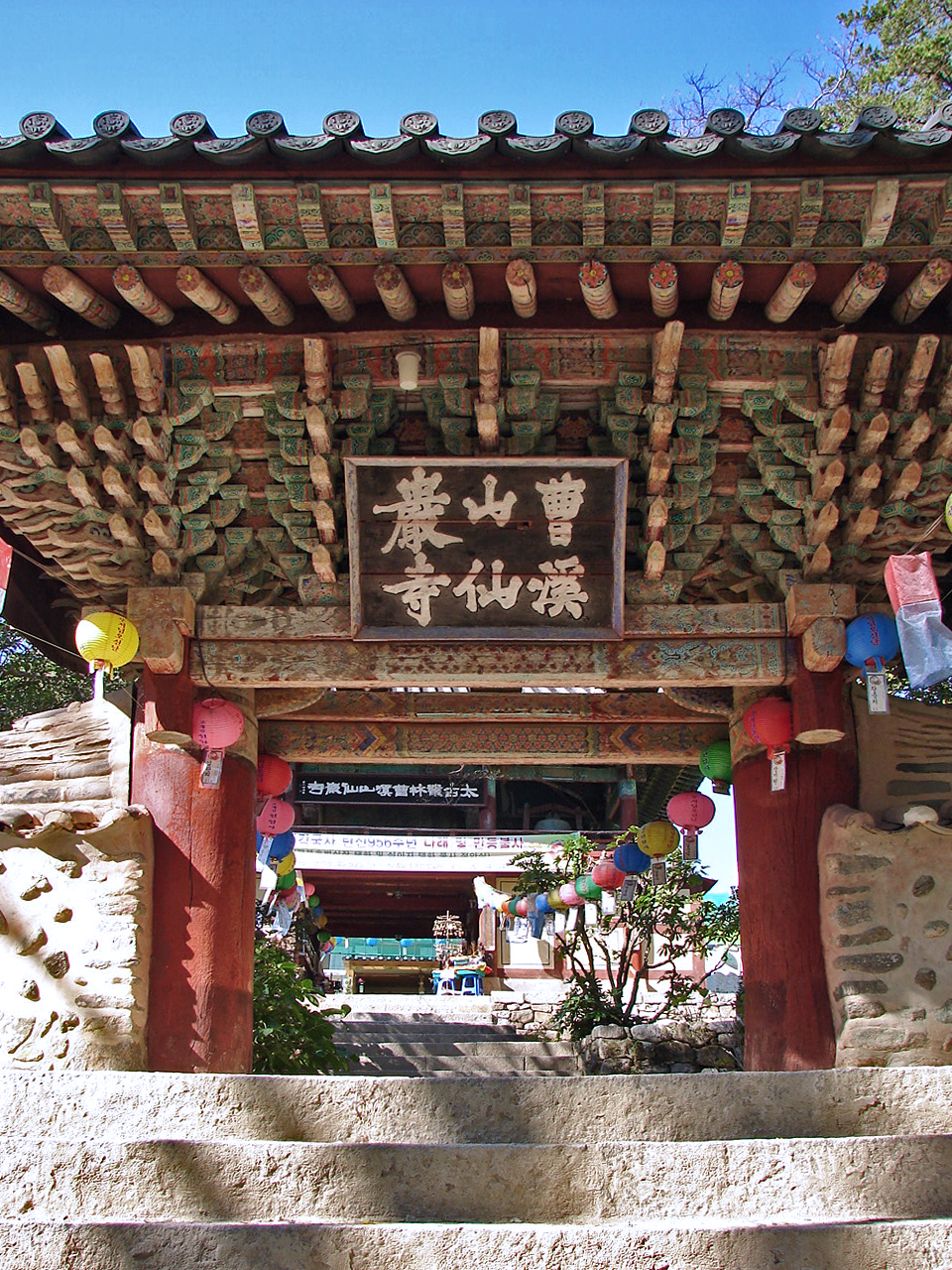
仙巖寺
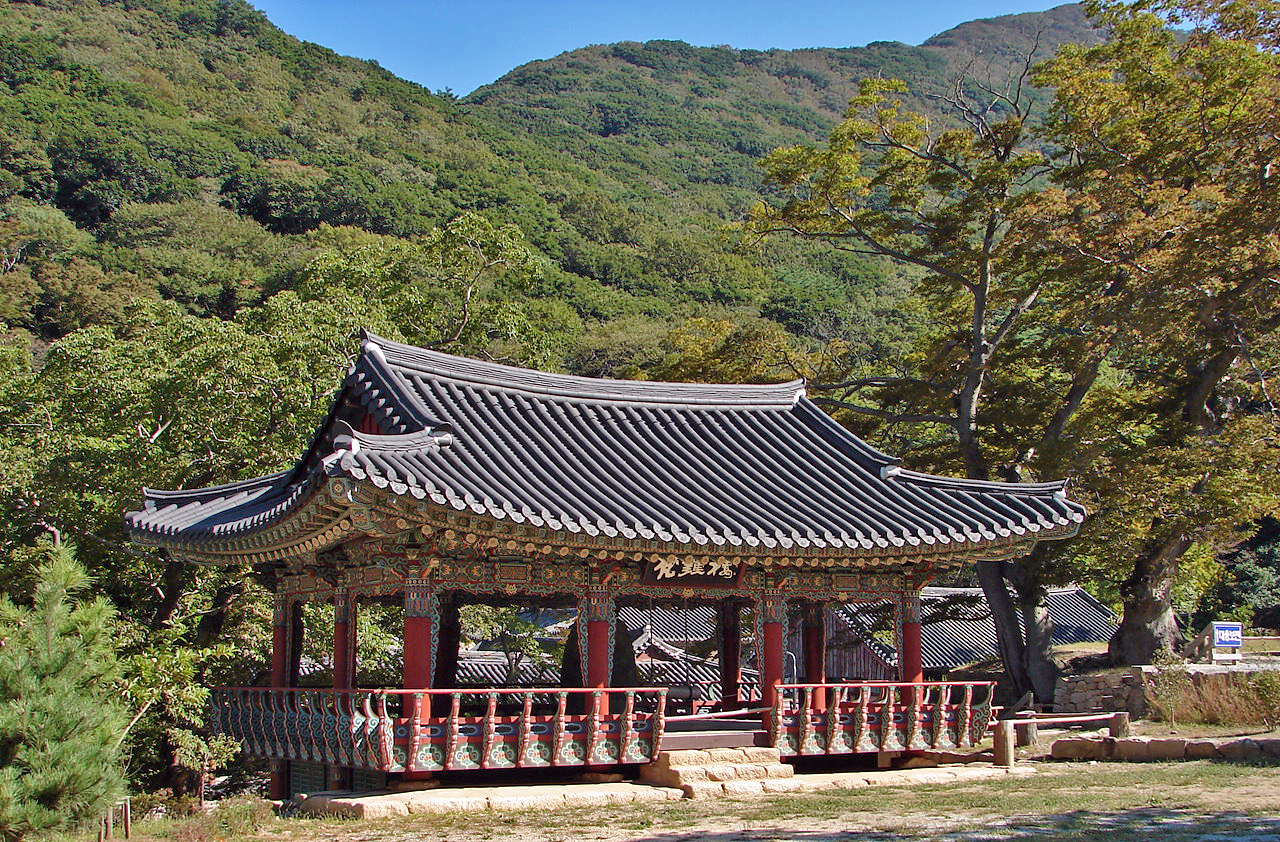
大興寺

### 寶物

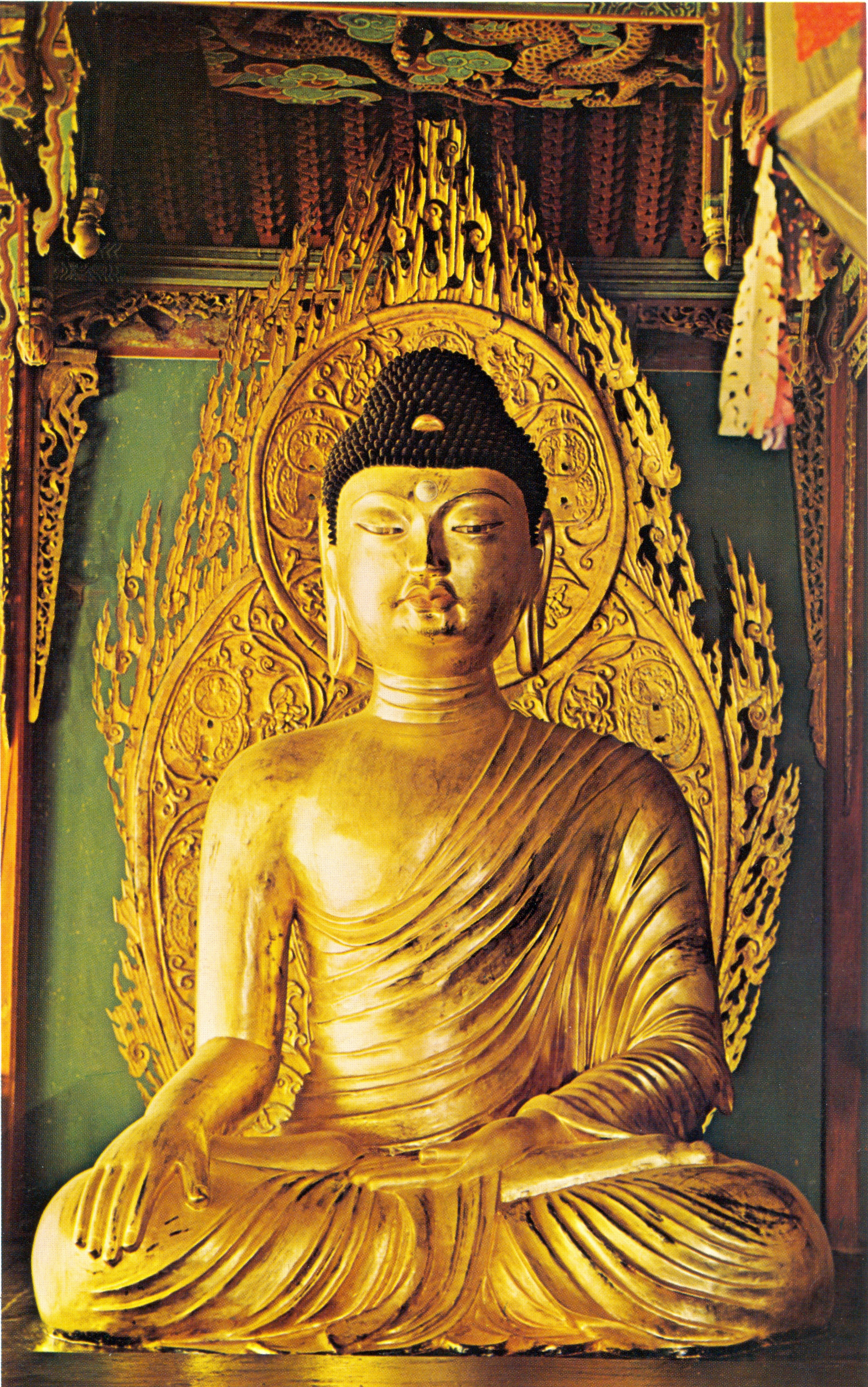
浮石寺 塑造如來坐像（韓國國寶第45號）
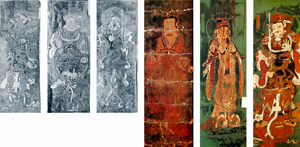
浮石寺 祖師堂壁畫（韓國國寶第46號）
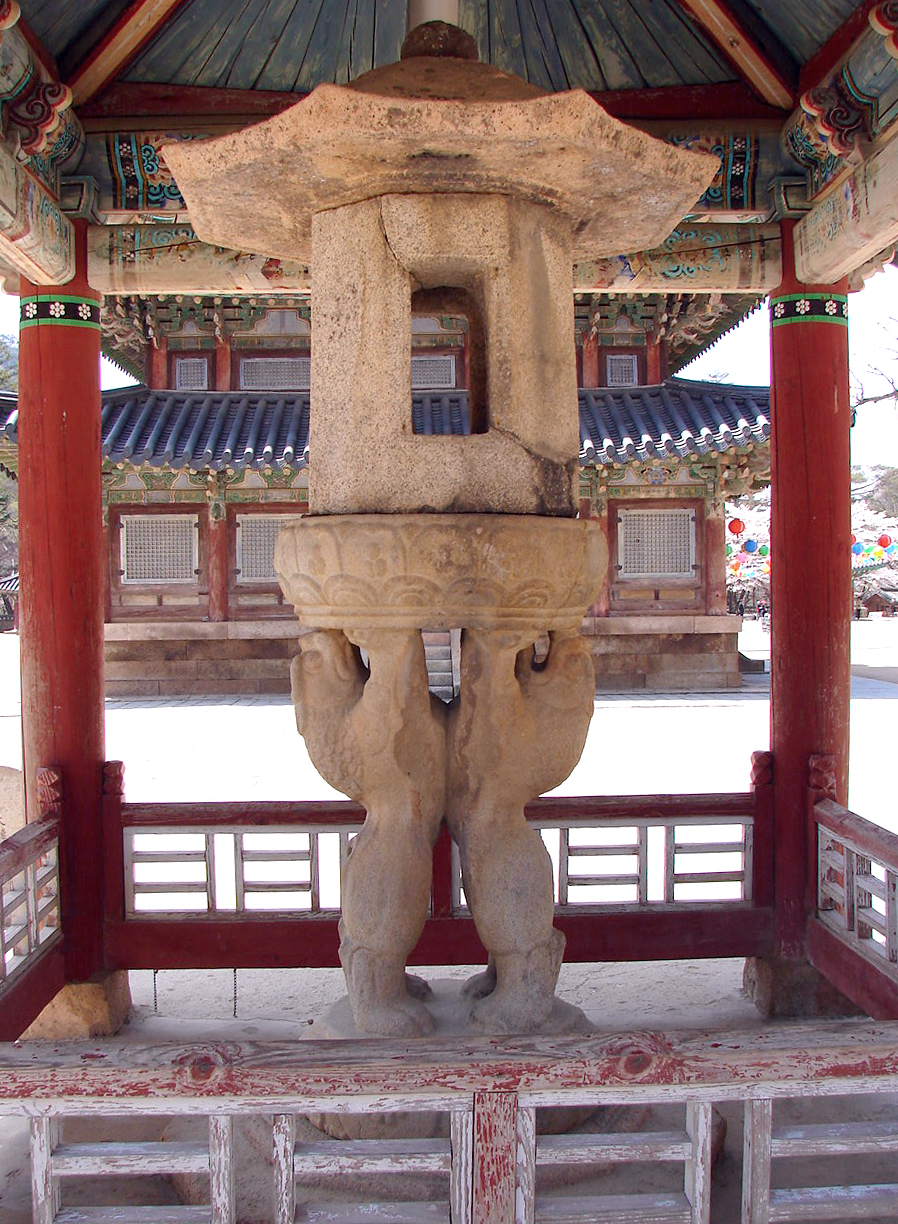
法住寺 雙獅子石燈（韓國國寶第5號）
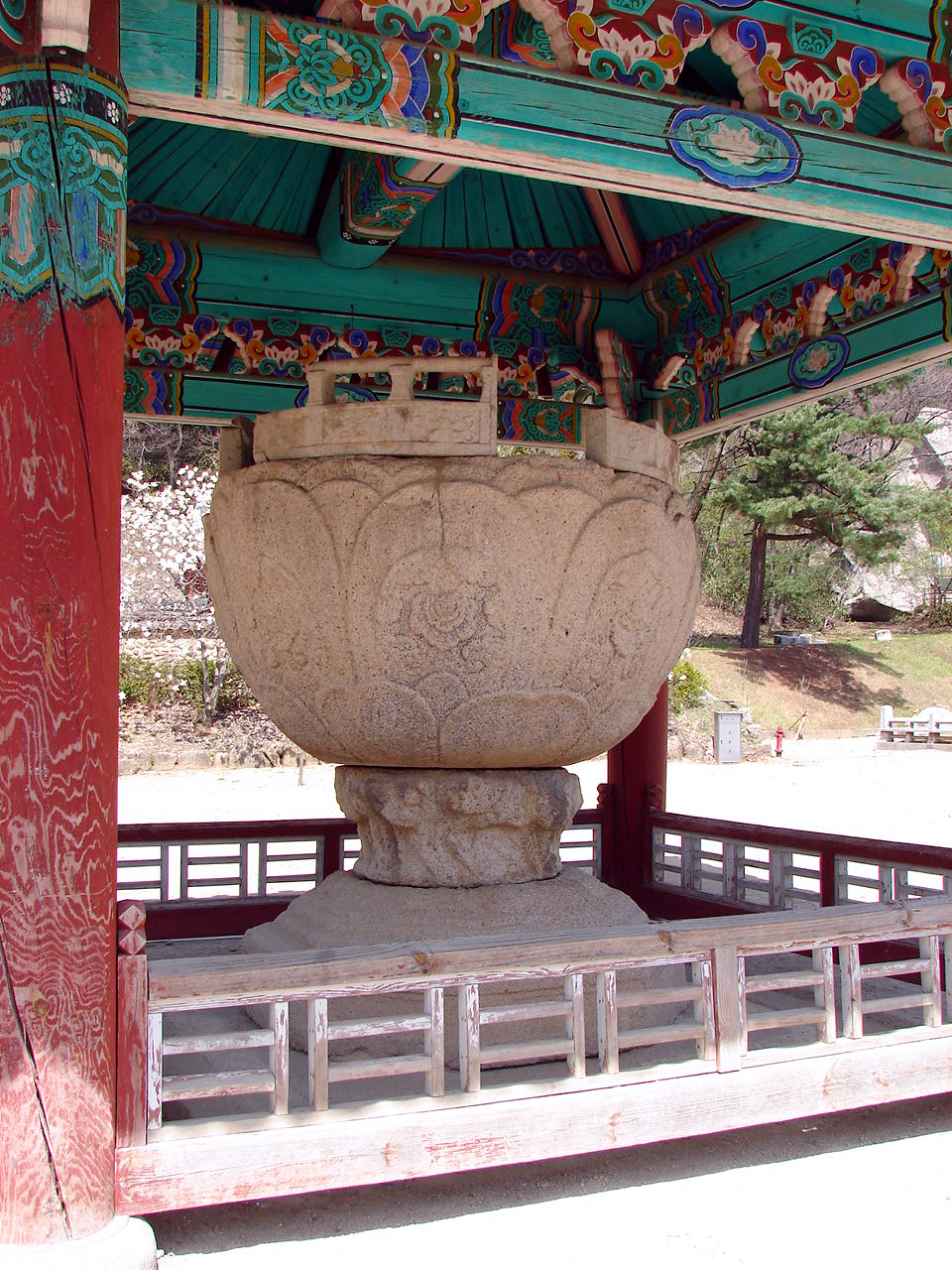
法住寺 石蓮池（韓國國寶第64號）
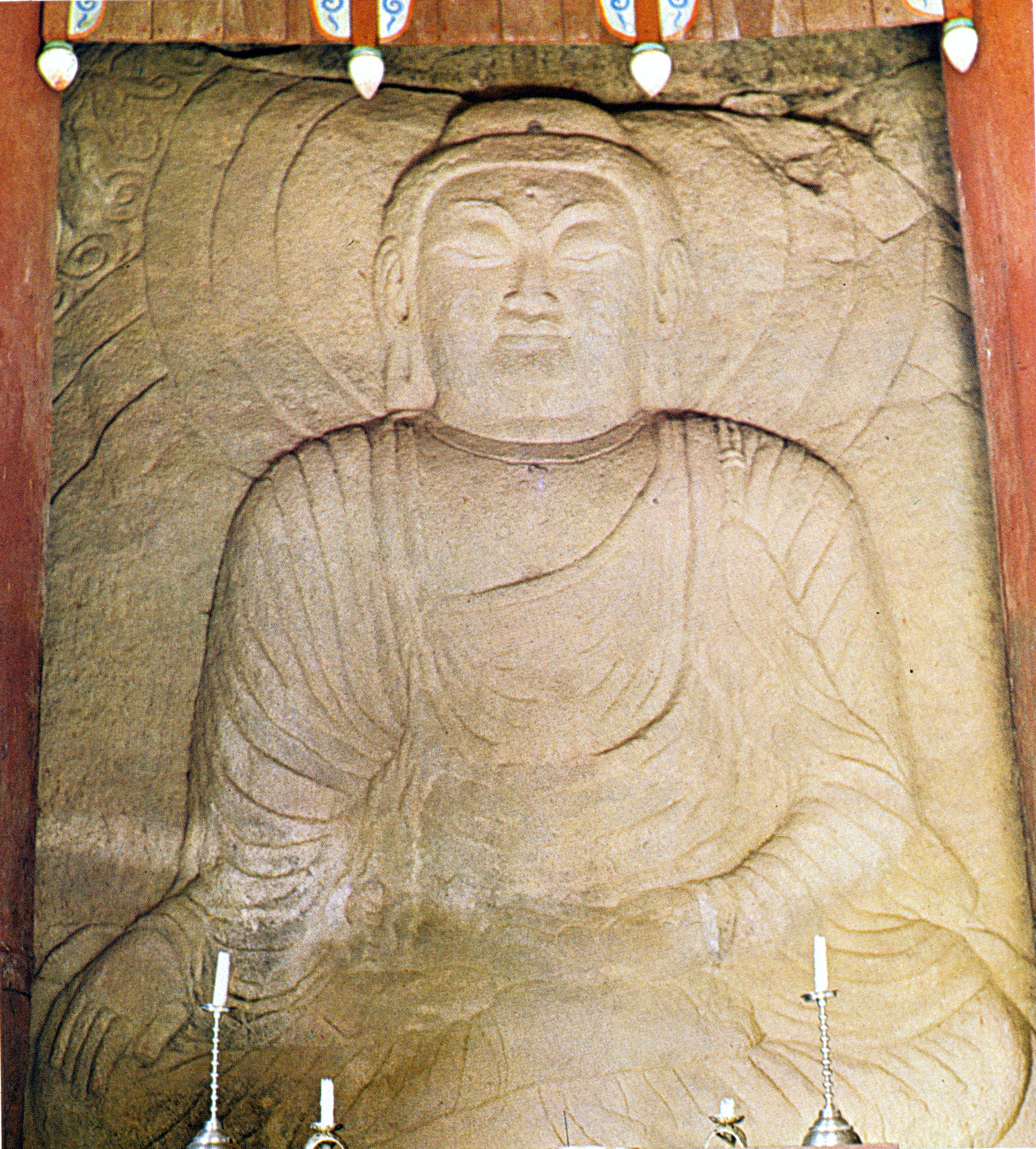
大興寺 北彌勒庵 磨崖如來坐像（韓國國寶第308號）
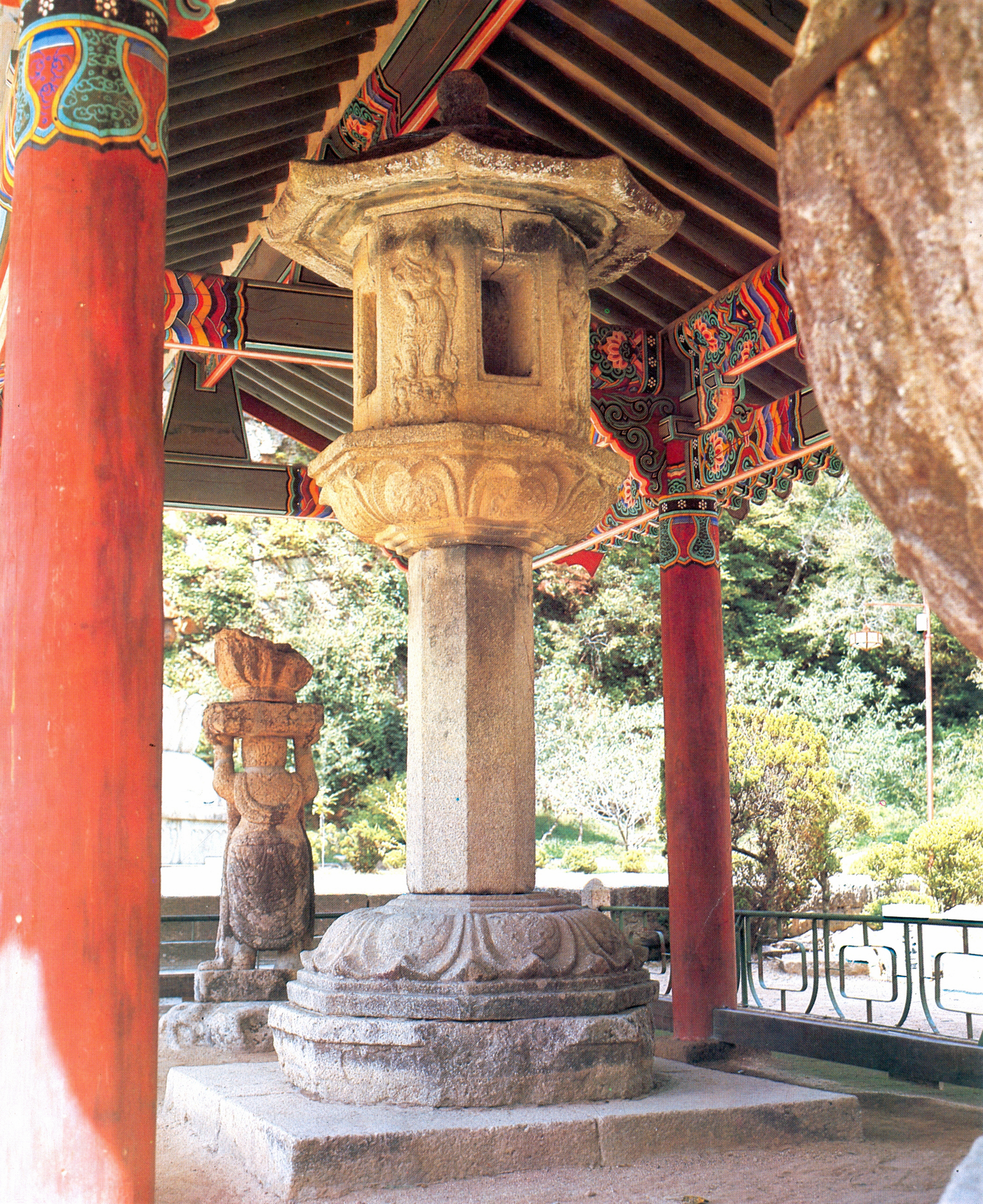
法住寺 四天王石燈（大韓民國寶物第15號）
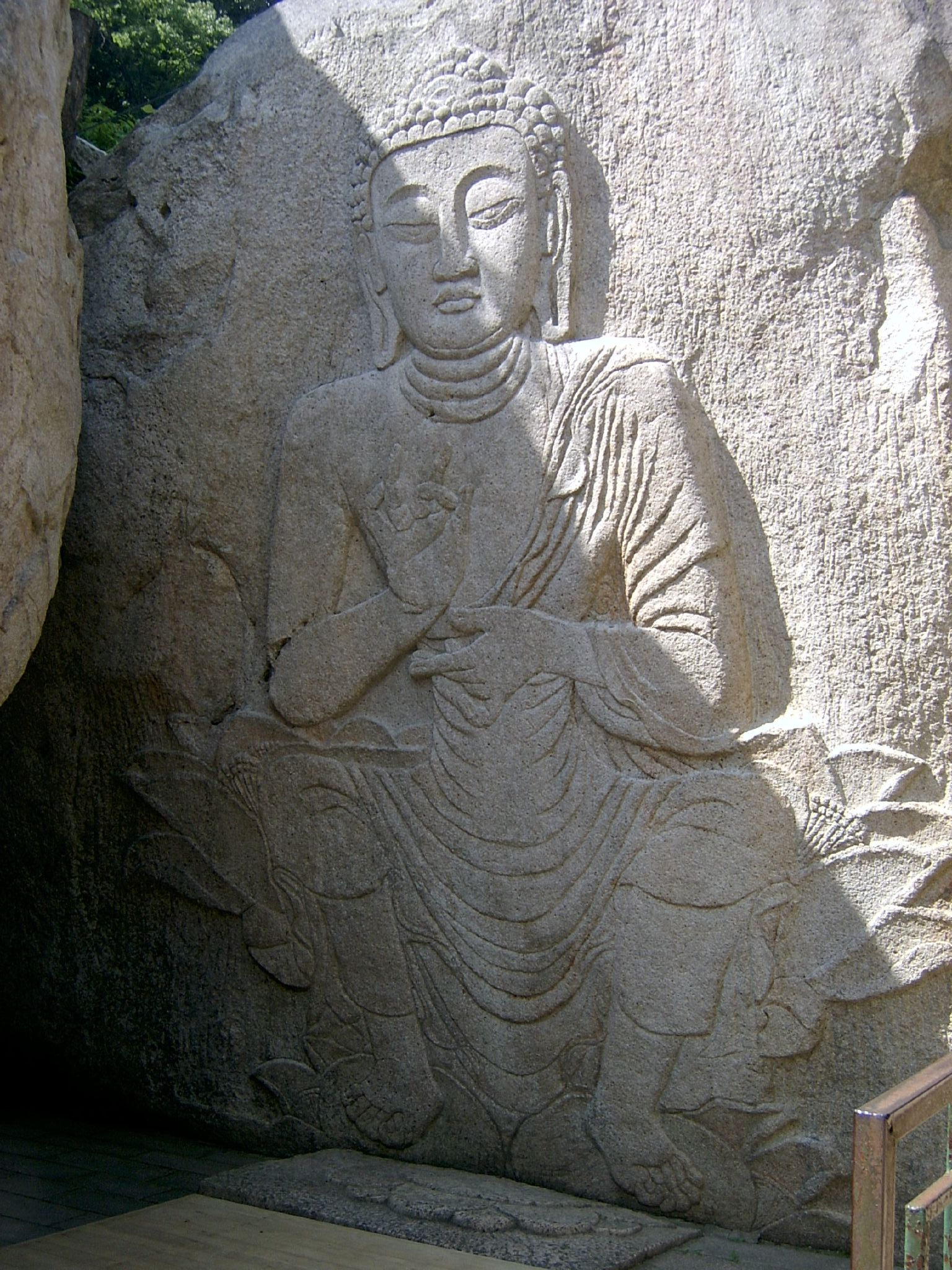
法住寺 磨崖如來倚坐像（大韓民國寶物第216號）